# K.u.k. Militärfriedhof Pradl

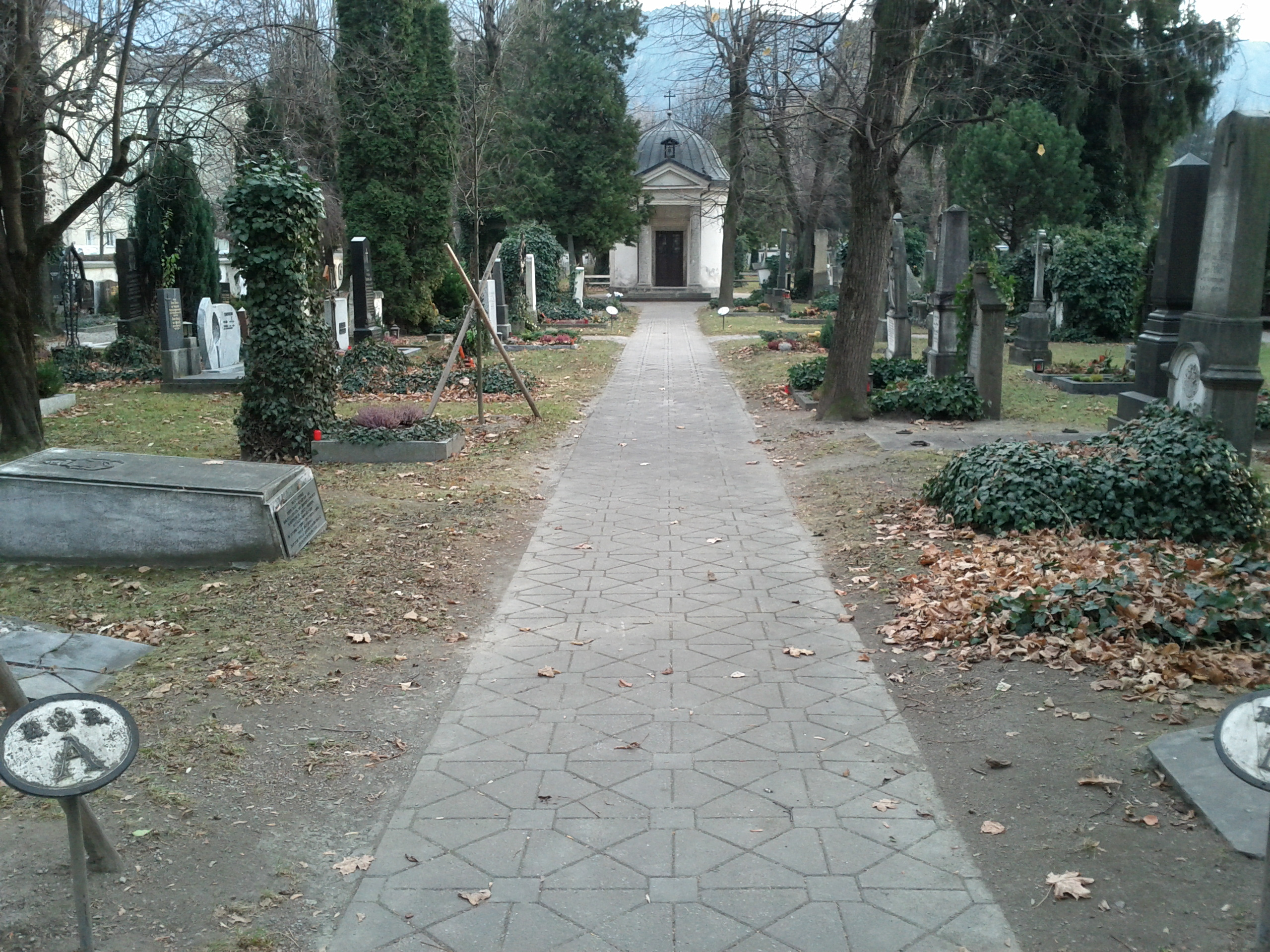
Blick über den Friedhof

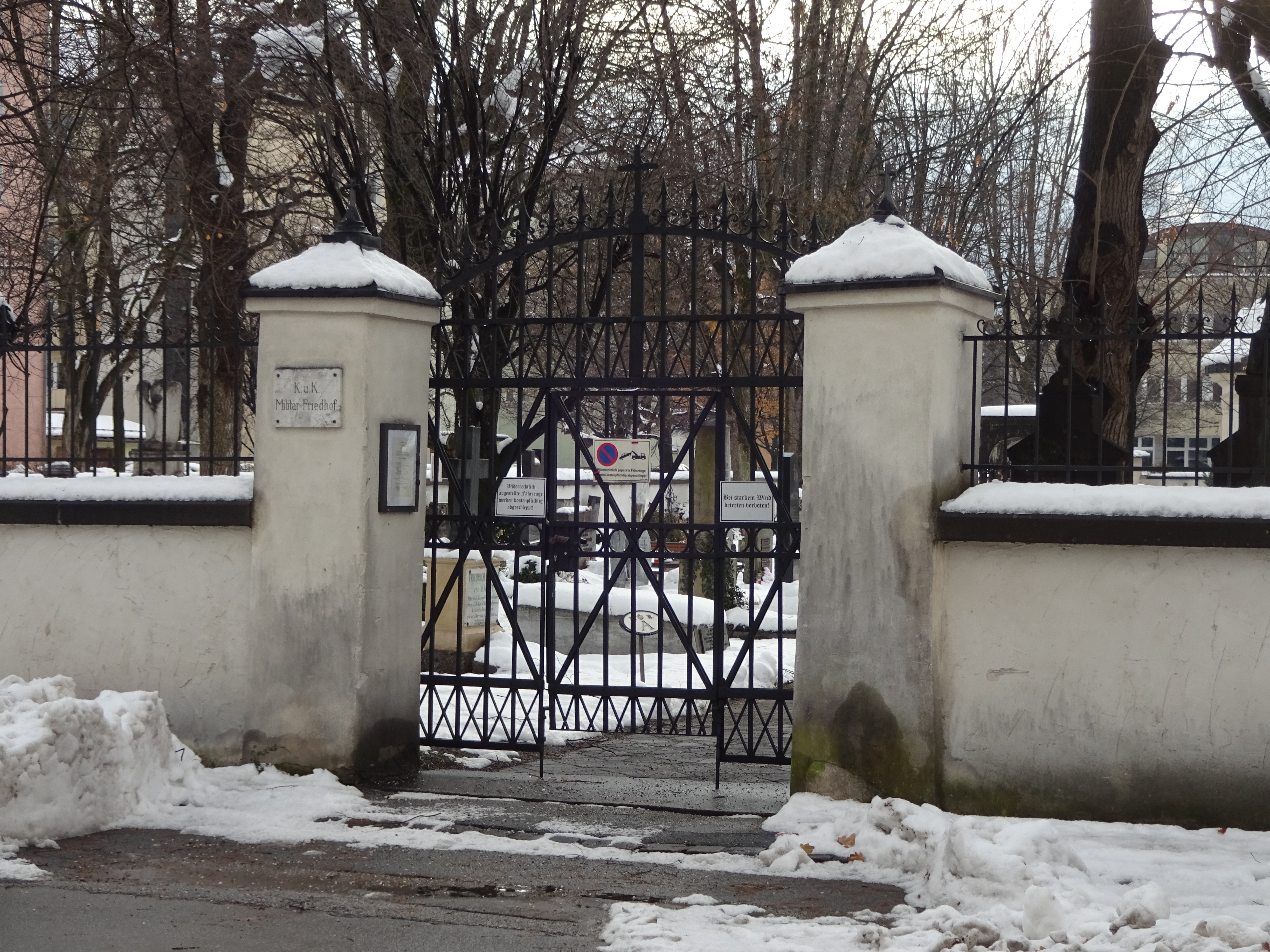
Eingangstor

Der k.u.k Militärfriedhof im Innsbrucker Stadtteil Pradl wurde 1831 errichtet und wird bis heute genutzt. Er ist einer von mehreren Friedhöfen in Innsbruck.

## Verwaltung
Der Friedhof wurde bis 1918 vom Militär verwaltet. Heute ist die denkmalgeschützte Einrichtung Eigentum der Republik Österreich, welche auch mit seiner Pflege betraut ist.

## Geschichte
Der ältere Teil (Grabfelder A bis E) des Militärfriedhofs wurde 1831 vom Hofkriegsrat errichtet, nachdem die alte, beim Militärspital am Bahnviadukt gelegene Begräbnisstätte 1830 aufgelassen worden war. Der in den Pradler Feldern neu angelegte Friedhof war zunächst nur von einem Wall umzogen.
Die feierliche Einweihung samt einer Parade aller dienstfreien Garnisonen, einer Salve und Kanonenschüssen erfolgte am 23. Oktober 1831 durch Stadt-Dekan Georg Habtmann. Eine Messe mit abschließender Volkshymne folgte, zu Mittag begab sich die gesamte Gesellschaft zur Festtafel.
Der Friedhof wurde im Sommer 1842 ummauert. 1844 wurde die kleine Kapelle errichtet und am 1. November 1844 durch Abt Alois Röggl von Wilten eingeweiht. Der Friedhof wurde 1850 um eine Parzelle gegen Süden erweitert und am 31. Juli 1850 neu eingeweiht. Als im Ersten Weltkrieg der Platz nicht mehr reichte, wurde südöstlich des städtischen Pradler Friedhofes auf einem Grundstück des Kapellerwirts ein neuer Soldatenfriedhof angelegt.
Bei der Neuanlage im Jahr 1913 wurden zahlreiche alte Grabsteine entfernt, einige erhaltenswerte aufbewahrt, die 1933 unter Denkmalschutz gestellt und auf Anordnung des Bundesdenkmalamtes restauriert wurden. In den folgenden Jahren erfolgten Renovierungsarbeiten an Kapelle und Umfassungsmauer. Am 19. Dezember 1943 wurden infolge des Luftangriffs auf Innsbruck 50 Gräber z. T. schwer beschädigt.
Ab 1977 fanden Restaurierungsarbeiten am Friedhof und an der Kapelle statt. 1983 erfolgte die Zusammenlegung der Kriegsgräber aus dem Ersten Weltkrieg in die Grabfelder E und G.

## Begrabene Personen

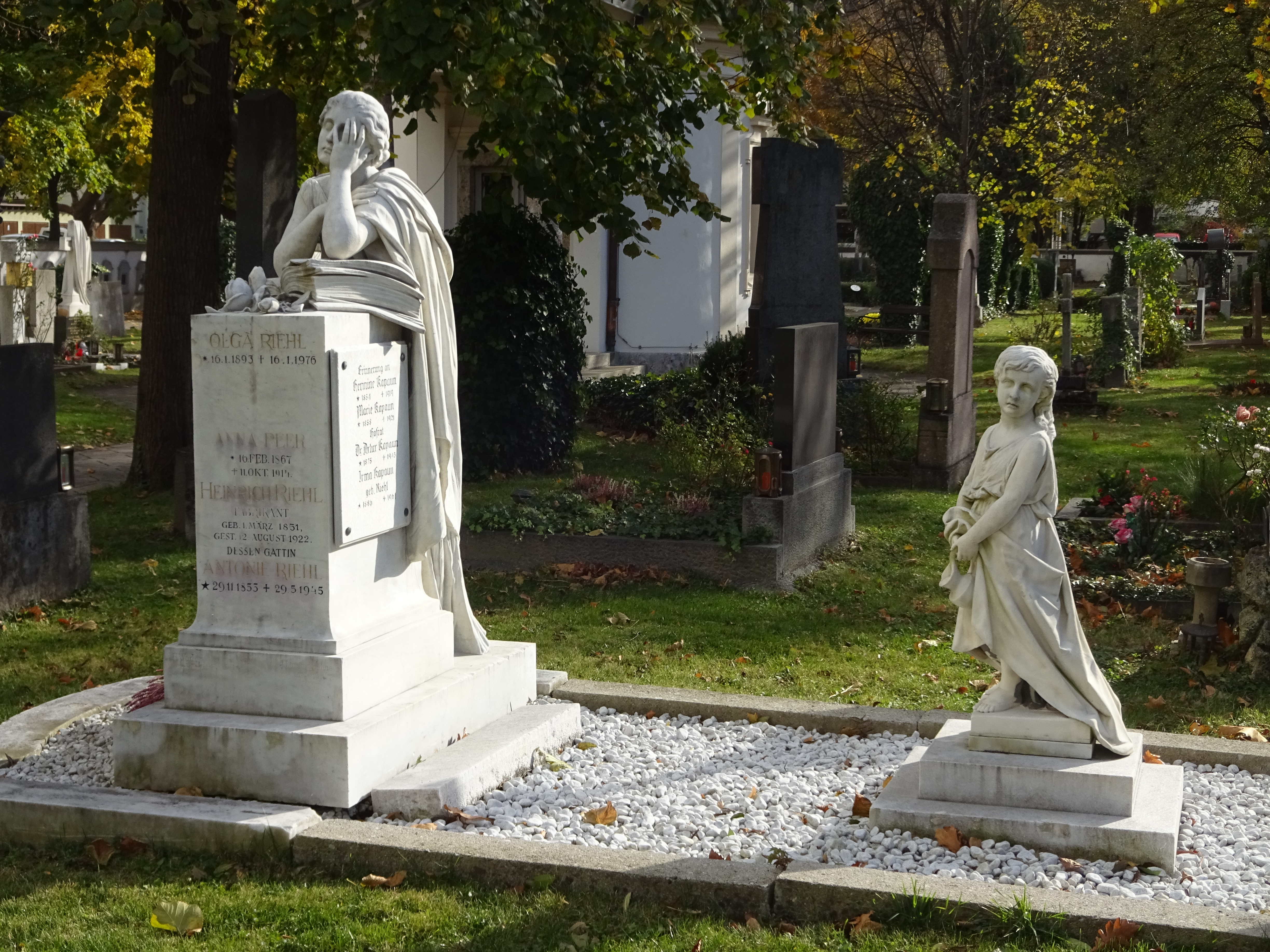
Grab von Josef Riehl

Bis 1915 wurden auf dem Friedhof ausschließlich Militärpersonen, Offiziere wie auch gemeine Soldaten, bestattet. Heute erhalten dort neben im Militärdienst stehende Personen auch Mitarbeiter der Burg- und Schlosshauptmannschaft eine Begräbnisstätte.
Unter den Bestatteten befinden sich prominente Personen wie etwa der Feldzeugmeister Heinrich Frh. von Roßbach, Oberst Friedrich Frh. v. Halloy, Robert Frh. v. Swinburne, Feldmarschalleutnant Anton Ritter v. Burlo-Ehrwall und der bekannte Tiroler Dichter Johann Senn.
Das älteste Grab ist laut Zeller das von Josef Kammel, der am 30. März 1832 beerdigt wurde.